# Граново (гмина)
Граново (пол. Granowo) — сельская гмина (волость) в Польше, входит как административная единица в Гродзиский повет (Великопольское воеводство), Великопольское воеводство. Население — 4957 человек (на 2008 год).

## Соседние гмины
1. Гмина Бук
2. Гмина Гродзиск-Велькопольски
3. Гмина Каменец
4. Гмина Свенцехова
5. Гмина Стеншев